# 滾水
滾水，是高雄市燕巢區的一個傳統地域名稱，位於該區西部略偏南。相較於今日行政區，其範圍大致包括角宿里西北部不含最西北端，以及橋頭區中崎里東北部凸出部分的西北端。

## 歷史
台灣清治末期至日治初期，滾水地區為一街庄，稱為「滾水庄」，隸屬於觀音上里。該庄北與吊鷄林庄為鄰，東北與援巢右庄為鄰，東邊及南邊東段為滾水坪庄，南邊中、西段為中崎庄，西南邊為林仔頭庄，西邊為大藔庄。
1901年（日治明治三十四年）11月，全台廢縣廳改設二十廳，該庄隸屬於鳳山廳。1903年（明治三十六年）6月，該庄編入「楠仔坑區」，隸屬於鳳山廳。1909年（明治四十二年）10月，合併二十廳為十二廳，楠仔坑區改隸屬於臺南廳。1920年（大正九年），全台地方制度大改正，廢十二廳改設五州二廳，該庄改制為「滾水」大字，隸屬於高雄州高雄郡燕巢庄。1924年（大正十三年）12月，高雄郡廢止，燕巢庄併入岡山郡。
戰後燕巢庄改制為燕巢鄉，隸屬於高雄縣，大字亦改制為村。1950年10月，高、屏分治，燕巢鄉仍隸屬高雄縣。2010年12月25日，高雄縣、市合併為高雄市，燕巢鄉改制為燕巢區，村亦改制為里。

## 聚落
本地區發展較早的聚落有滾水仔、銃城仔、江春仔等，在日治期初期的官方地圖上已有記載。

## 交通
- 國道1號（過境）

## 廟宇
- 滾水觀水宮

## 產業
- 大社工業區